# Madeleine Clervanne
Madeleine Clervanne, pseudonyme de Zoë Jeanne Cretot, née le 17 janvier 1897 à Hanoï (Tonkin) et morte le 14 juin 1975 dans le 12e arrondissement de Paris, est une actrice française.

## Biographie
De son vrai nom Zoé Jeanne Cretot, elle est l'élève de Paul Mounet et sort du Conservatoire avec deux premiers prix. Elle débute au Théâtre de l'Odéon à la fin des années 1910 et participe à la création de la tragédie de Tristan et Yseult et fait de nombreuses tournées théâtrales à travers le monde.
En 1943, son ami René Simon lui demande de venir le seconder pour ses cours, il avait alors 300 élèves, dont une partie était inscrite pour échapper au Service du travail obligatoire. Elle y enseignera pendant de nombreuses années, ayant pour élèves Philippe Nicaud, Danièle Delorme, Robert Hirsch, Claude Gensac, Jean-Claude Pascal, Jean Le Poulain, Jacqueline Maillan, Pierre Mondy, Simone Valère, Françoise Christophe, Jean-Pierre Cassel, Maria Casarès, Jean-Laurent Cochet etc.
Son visage ingrat et dur lui impose principalement des rôles de vieilles filles, de dames sèches ou de voisines curieuses.
Le 25 décembre 1961 et le 1er janvier 1962, elle apparaît à la télévision dans le rôle de la méchante et cupide Mère Mac Miche dans Un bon petit diable et se fait alors connaître du grand public.
Sa vie personnelle prendra le dessus sur sa carrière artistique. Elle entretint une correspondance avec André Foulon de Vaulx.
Sans descendance, elle meurt le 14 juin 1975, au sein de l'Hôpital Saint-Antoine dans le 12e arrondissement de Paris, est inhumée au cimetière de Gentilly.

## Filmographie

### Cinéma
- 1943 : Les Anges du pêché de Robert Bresson
- 1959 : La famille Fenouillard d'Yves Robert : Madame de Bréauté-Beuzeville
- 1961 : Cartouche de Philippe de Broca : Pierrette, la chaperonne d'Isabelle
- 1961 : Conduite à gauche de Guy Lefranc : Mme Palmyre
- 1962 : Arsène Lupin contre Arsène Lupin d'Édouard Molinaro : Cécile Borel
- 1962 : Le Diable et les Dix Commandements - sketch "Les Dimanches tu garderas" de Julien Duvivier : Delphine
- 1963 : Les Veinards - sketch "Le Gros lot" de Jack Pinoteau : La concierge
- 1963 : Bébert et l'Omnibus d'Yves Robert : La vieille dame au chien
- 1963 : Gibraltar de Pierre Gaspard-Huit
- 1964 : La Bonne Soupe de Robert Thomas : Adèle Postic
- 1964 : Une souris chez les hommes ou Un drôle de caïd de Jacques Poitrenaud : Mme Laurent
- 1966 : Le Roi de cœur de Philippe de Broca : Brunehaut de Trêfle
- 1971 : Pouce de Pierre Badel : La supérieure du couvent
- 1972 : Pas folle la guêpe de Jean Delannoy : Une amie de Mme Morelli, joueuse de cartes
- 1972 : Le Viager de Pierre Tchernia : La grand-mère (la mère d'Elvire)

### Télévision
- 1961 : Le Théâtre de la jeunesse : Un bon petit diable de Jean-Paul Carrère
- 1964 : Rocambole, L'Héritage mystérieux de Jean-Pierre Decourt : la baronne de Kermadec
- 1964 : Le Théâtre de la jeunesse : David Copperfield de Marcel Cravenne
- 1966 : Vive la vie de Joseph Drimal : Honorine
- 1968 : Les Diables au village de Yves Bernadou : Herminie
- 1968 : Princesse Czardas de Dirk Sanders
- 1969 : Que ferait donc Faber ? (feuilleton en huit épisodes de 55 min) de Dolorès Grassian : la tante
- 1971 : Tartuffe de Molière, réalisation Marcel Cravenne
- 1973 : La Duchesse d'Avila de Philippe Ducrest : la duègne de la duchesse
- 1974 : Paul et Virginie de Pierre Gaspard-Huit
- Au théâtre ce soir :
  - 1967 : Le Système Fabrizzi d'Albert Husson, mise en scène Sacha Pitoëff, réalisation Pierre Sabbagh, Théâtre Marigny
  - 1969 : La Toile d'araignée d'Agatha Christie, mise en scène Raymond Gérôme, réalisation Pierre Sabbagh, Théâtre Marigny
  - 1971 : Virages dangereux de John Boynton Priestley, mise en scène Raymond Rouleau, réalisation Pierre Sabbagh, Théâtre Marigny
  - 1971 : Huit femmes de Robert Thomas, mise en scène Jean Le Poulain, réalisation Pierre Sabbagh, Théâtre Marigny : Mamy, la mère de Gaby
  - 1974 : Edmée de Pierre-Aristide Bréal, mise en scène Michel Roux, réalisation Georges Folgoas, Théâtre Marigny

## Théâtre
- 1923 : La tragédie de Tristan et Yseult de Charpentier et Fasquelle, Théâtre de l'Odéon.
- 1923 : Le Professeur Klenow de Karen Bramson, Théâtre de l'Odéon
- 1936 : Lorenzaccio de Alfred de Musset, Théâtre Célestins de Lyon.
- 1947 : L'An mil de Jules Romains, mise en scène Charles Dullin, Théâtre Sarah Bernhardt
- 1953 : Eté et fumées de Tennessee Williams, mise en scène Jean Le Poulain, Théâtre de l'Œuvre
- 1955 : La Dame aux camélias  de Alexandre Dumas  , Théâtre Célestins de Lyon.
- 1956 : Amphitryon 38 de Jean Giraudoux, mise en scène Claude Sainval, Comédie des Champs-Élysées
- 1958 : Coups de pouce de Bernard Frangin, mise en scène Alfred Pasquali, Théâtre des Célestins
- 1958 : Amphitryon 38 de Jean Giraudoux, mise en scène Raymond Gérôme, Festival de Bellac
- 1958 : Monsieur de France de Jacques François, mise en scène Christian-Gérard, Théâtre des Bouffes-Parisiens
- 1959 : La Toile d'araignée d'Agatha Christie, mise en scène Raymond Gérôme, Théâtre de Paris
- 1957 : La Mouche bleue de Marcel Aymé, mise en scène Claude Sainval, Comédie des Champs-Élysées
- 1961 : Huit Femmes de Robert Thomas, mise en scène Jean Le Poulain, Théâtre Édouard VII, Théâtre des Bouffes-Parisiens en 1962 : Mamy, la mère de Gaby
- 1961 : Henri III et sa cour de Alexandre Dumas, mise en scène Pierre Bertin, Théâtre de l'Athénée : Catherine de Médicis
- 1963 : Le Système Fabrizzi d'Albert Husson, mise en scène Sacha Pitoëff, Théâtre Moderne
- 1965 : La Voyante d'André Roussin, mise en scène Jacques Mauclair, Théâtre des Célestins
- 1965 : The Boy Friend de Sandy Wilson, mise en scène Jean-Christophe Averty et Dirk Sanders, Théâtre Antoine
- 1965 : La Folle de Chaillot de Jean Giraudoux, mise en scène Georges Wilson, TNP Théâtre de Chaillot
- 1967 : Extra-Muros de Raymond Devos, mise en scène de l'auteur, Théâtre des Variétés
- 1968: Le Disciple du Diable  de George Bernard Shaw, mise en scène Jean Marais, Théâtre de Paris
- 1969 : Pygmalion de George Bernard Shaw, mise en scène Pierre Franck, Théâtre des Célestins
- 1969 : Les Grosses Têtes de Jean Poiret et Michel Serrault, mise en scène Jean Poiret et René Dupuy, Théâtre de l'Athénée
- 1969 : La Lune heureuse de Catherine Peter Scott, mise en scène Jean Meyer, Théâtre des Célestins
- 1970 : La Souricière d'après Agatha Christie, mise en scène Jean-Paul Cisife, Théâtre des Célestins
- 1971 : La Souricière d'après Agatha Christie, mise en scène Jean-Paul Cisife, Théâtre Hébertot
- 1972 : Les Possédés d'Albert Camus d'après Fiodor Dostoïevski, mise en scène Jean Mercure, Théâtre de la Ville
- 1972 : Santé publique de Peter Nichols, mise en scène Jean Mercure, Théâtre de la Ville
- 1973 : La souricière de Agatha Christie  , Théâtre Célestins de Lyon.
- 1975 : Chat de Istvan Orkery